# Nephodia pilosa
Nephodia pilosa là một loài bướm đêm trong họ Geometridae.